# Dicerorhinus sumatrensis lasiotis
Dicerorhinus sumatrensis lasiotis is een waarschijnlijk uitgestorven ondersoort van de Sumatraanse neushoorn. Het was de meest wijdverspreide ondersoort, die ook op het vasteland van Azië voorkwam. 
De laatste bevestigde waarneming vond plaats in 1960, toen er zeven individuen werden gehouden in gevangenschap in verschillende dierentuinen en circussen. De laatste onbevestigde waarneming in India was in 1967, in de deelstaat Assam, vlak bij de grensgebieden met Arunachal Pradesh. In 1986 was er een onbevestigde waarneming in het Nationaal park Taman Negara, op het Maleisisch schiereiland, hoewel de ondersoort hier als uitgestorven wordt beschouwd. De laatste onbevestigde waarneming was in 1993, in het Htamanthi Wildlife Sanctuary in Myanmar, waar de lokale bevolking claimde de ondersoort te hebben gezien. 
Terwijl de ondersoort in de vroege twintigste eeuw meerdere malen als uitgestorven werd uitgeroepen, zijn er ook meldingen dat er mogelijk nog kleine populaties in het wild leven, onder andere in Myanmar en het Maleisisch schiereiland, hoewel dit hoogst onwaarschijnlijk is. 

## Taxonomie
De ondersoort van het vasteland kreeg de wetenschappelijke naam Dicerorhinus sumatrensis lasiotis. De ondersoortnaam lasiotis komt van het Grieks voor "harige oren", vanwege de opmerkelijk langere vacht bij de oren. 

## In gevangenschap
In tegenstelling tot de andere ondersoorten fokt deze ondersoort niet goed in gevangenschap. Op één enkele succesvolle geboorte in de Alipore Zoological Gardens in India in 1889 na, is er geen enkele geboorte geweest in gevangenschap. London Zoo haalden een mannetje en vrouwtje in 1872, die gevangen waren in Chittagong in 1868. Het vrouwtje, Begum, overleefde het tot 1900, een record voor neushoorns in gevangenschap. Begum was een van de laatste zeven individuen van deze ondersoort in gevangenschap.

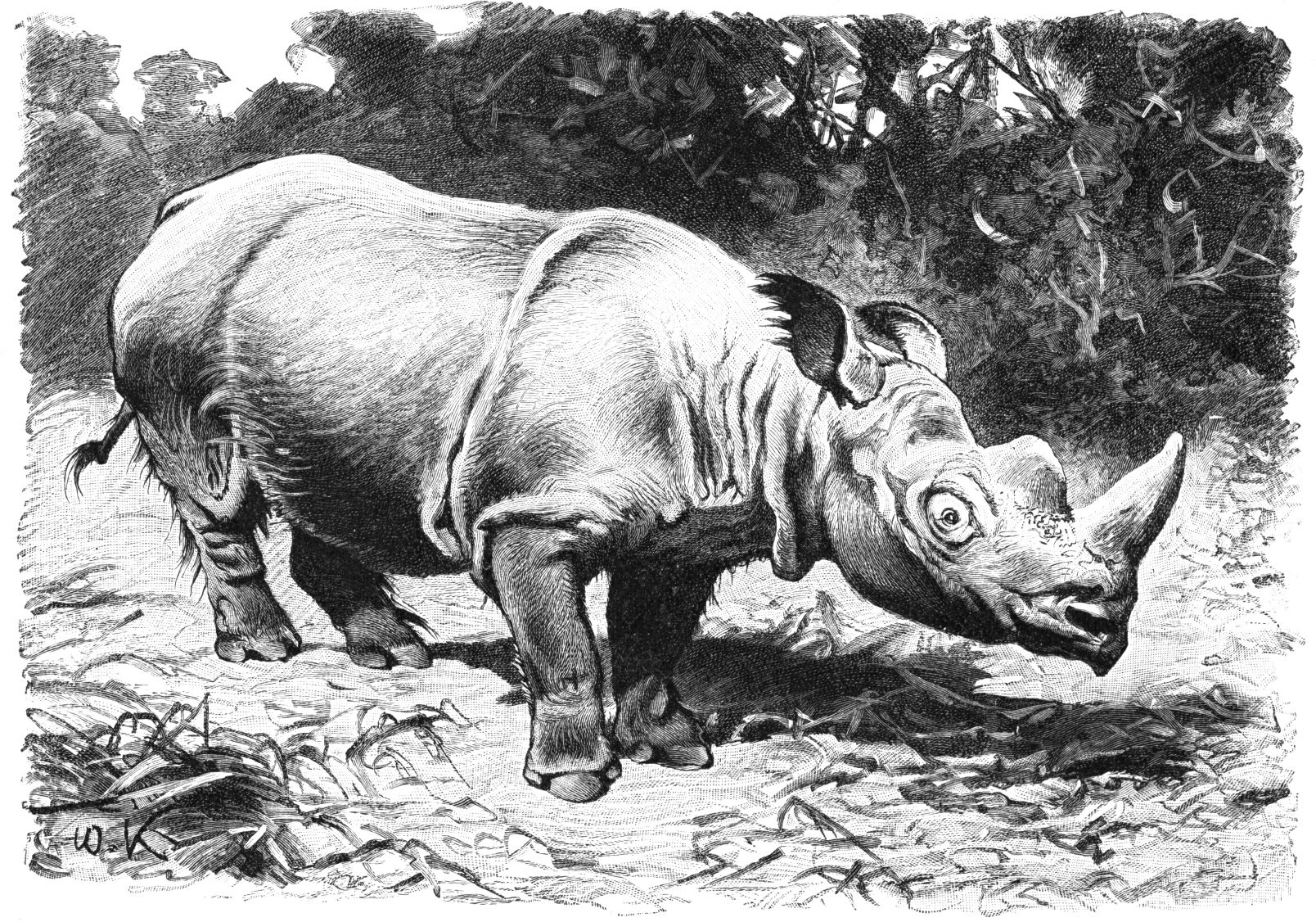
Een tekening door Friedrich Wilhelm Kuhnert, 1927.
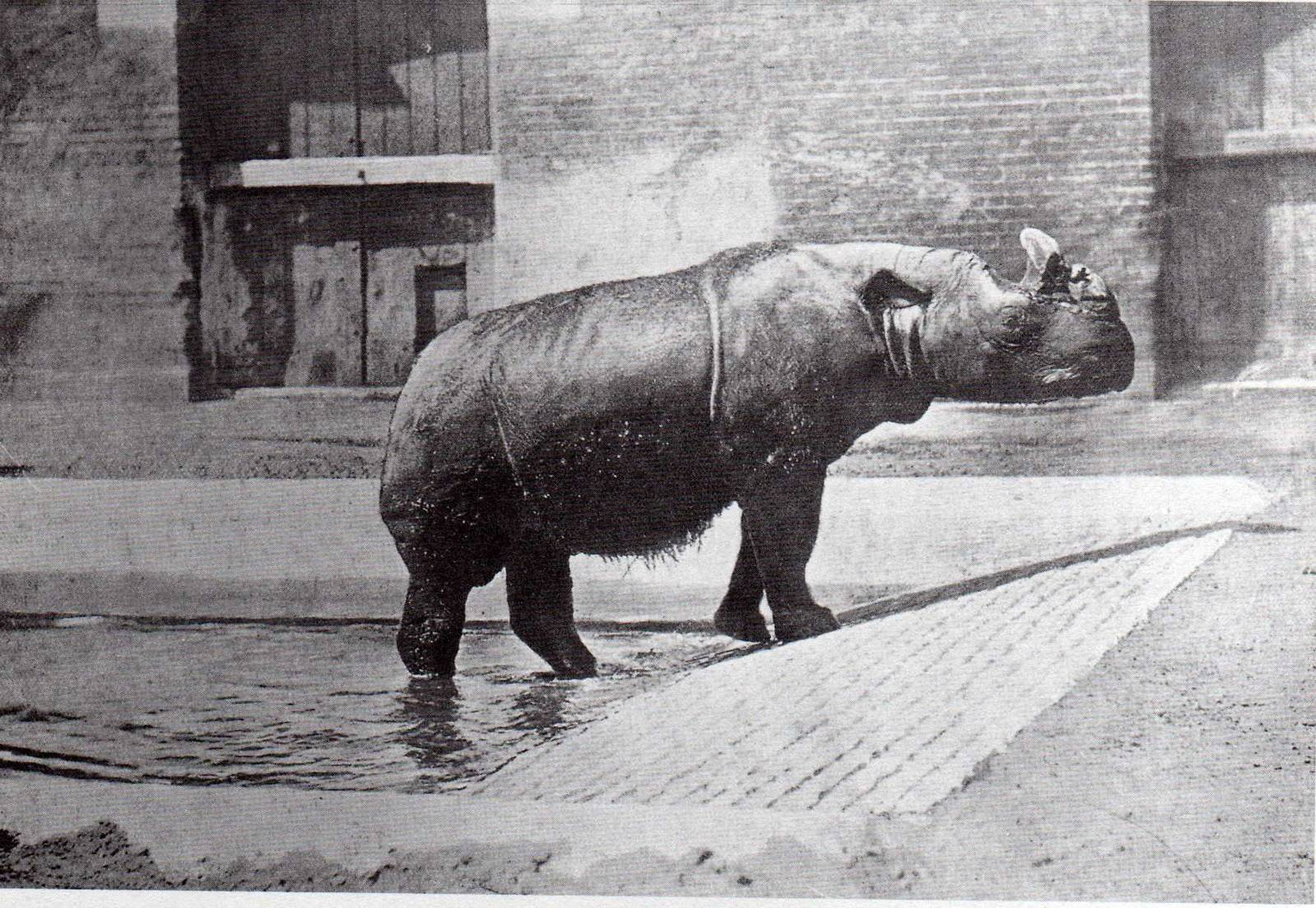
Een vrouwelijk individu, Begum, in London Zoo van 15 februari 1872 tot 31 augustus 1900